# Ferentillo
Ferentillo là một đô thị ở tỉnh Terni trong vùng Umbria của Ý, có cự ly khoảng 60 km về phía đông nam của Perugia và khoảng 12 km về phía đông bắc của Terni. Đô thị này nằm ở thung lũng Nera.
Ferentillo giáp các đô thị: Arrone, Leonessa, Montefranco, Monteleone di Spoleto, Polino, Scheggino, Spoleto.

## Thành phố kết nghĩa
- Sérignan-du-Comtat, Pháp